# Antônio Alfredo da Gama e Melo
Antônio Alfredo da Gama e Melo (João Pessoa, 1 de outubro de 1849 — João Pessoa, 12 de abril de 1908) foi um político, filósofo e escritor brasileiro.
Fez os estudos fundamentais em escolas particulares da capital e o secundário no Lyceu Paraibano, bacharelando-se em direito pela Escola do Recife, em 1873, tendo sido contemporâneo de Castro Alves, Cardoso Vieira e Tobias Barreto. Influenciado pelas idéias de Tobias Barreto, líder dos estudantes, Gama e Melo sonhava com uma transformação política e social, ansiando por um Brasil, mentalmente, mais evoluído. Tornou-se um grande filósofo, destacando-se na oratória, sendo comparado ao Grande Cícero; foi fundador de A República, jornal dissidente que pregava o sentimento de justiça e de igualdade dos cidadãos.
Herdou do pai a vocação para as línguas clássicas, substituindo-o, através de concurso, na cadeira de Latim do Lyceu, onde , também, lecionava Retórica, chegando a diretor do estabelecimento.
Enveredou na política partidária, foi o primeiro vice-presidente da província da Paraíba, nomeado por carta imperial de 19 de abril de 1880, tendo assumido a presidência da província interinamente por cinco vezes, de 15 de maio a 10 de junho de 1880, de 3 de setembro a 20 de outubro de 1880, de 4 de março a 21 de maio de 1882, de 2 de novembro a 9 de novembro de 1882, e de 17 de abril a 7 de agosto de 1883. Foi também presidente do estado da Paraíba, de 22 de outubro de 1896 a 22 de outubro de 1900. Morreu em plena luta pelos direitos republicanos.

## Academia Paraibana de Letras
É patrono da cadeira número 17 da Academia Paraibana de Letras, que tem como fundador Antônio de Aguiar Bôtto de Menezes. Atualmente é ocupada por Joacil de Brito Pereira.